# Albert Ball
Pour les articles homonymes, voir Ball.
 (juin 2019).
Si vous disposez d'ouvrages ou d'articles de référence ou si vous connaissez des sites web de qualité traitant du thème abordé ici, merci de compléter l'article en donnant les références utiles à sa vérifiabilité et en les liant à la section « Notes et références ».
Albert Ball (14 août 1896 à Nottingham - 7 mai 1917 à Annœullin) est un pilote de chasse britannique et un as de l'aviation durant la Première Guerre mondiale. À l'heure de sa mort, il était l'un des principaux as anglais avec 44 victoires.

## Biographie
Après avoir fréquenté la Nottingham High School et le Trent College, Ball rejoint le régiment The Sherwood Foresters (The Nottinghamshire and Derbyshire Regiment) lorsque éclate la Première Guerre mondiale. En octobre 1914, il obtint le grade de Second Lieutenant mais le fait que son régiment ne fut alors pas envoyé au front le désespéra. Il intégra alors la North Midland Divisional Cyclist Company, mais cette unité aussi resta en Angleterre. Il prit alors des leçons de vol privées à Hendon, en Angleterre, où il obtint son brevet de pilote du Royal Aero Club le 15 octobre 1915. Il demanda, et obtint, son transfert au Royal Flying Corps (RFC), et il suivit alors une nouvelle formation à Norwich et Upavon afin d'obtenir son brevet de pilote militaire, décroché le 22 janvier 1916.
Le 18 février, il fut enfin envoyé à Marieux, en France, où il fut affecté au Squadron No 13 du RFC, une escadrille de reconnaissance qui était dotée d'avions biplaces BE.2c. Occasionnellement, Ball put également piloter le monoplace Bristol Scout à bord duquel il prit goût aux missions indépendantes effectuées en solitaire. Son esprit de combat agressif fut activement encouragé par son commandant et, en mai 1916, il fut muté au Squadron No11, une escadrille de chasse, qui était équipé d'avions monoplaces. Il obtint sa première victoire dès le 16 mai 1916, à bord d'un Bristol Scout, en abattant un Albatros type C allemand. Sa première décoration, la Military Cross, lui fut décernée le 27 juin 1916.
En août 1916, Ball fut transféré au Squadron No 60 qui était à présent doté du nouveau Nieuport 17. À la suite d'un remarquable triplé réussi lors de ses deux sorties du 30 septembre (victoires obtenues à 10 h 55, 18 h 30 et 18 h 45 respectivement), il est alors crédité de 31 victoires aériennes. Ball, qui déteste voler en formation et s'en détache souvent pour livrer ses propres combats, se comporte en « loup solitaire ». Il entretient avec un soin jaloux son avion et sa mitrailleuse Lewis dont il ne cesse de régler l'affût, support incurvé qui permet de faire basculer l'arme pour recharger ou tirer vers le haut. Il fait modifier les commandes de vol de manière à pouvoir, pendant les secondes cruciales de l'engagement, garder les mains libres pour tirer et il est le premier à fixer un miroir sur le plan supérieur de son appareil afin de surveiller ses arrières sans avoir à tourner la tête. Cette excellente initiative fut rapidement suivie par de nombreux pilotes alliés et allemands. Mais son agressivité lui vaut bon nombre d'ennuis et il sera abattu une demi-douzaine de fois, dont une à la fin du mois d'août 1916.

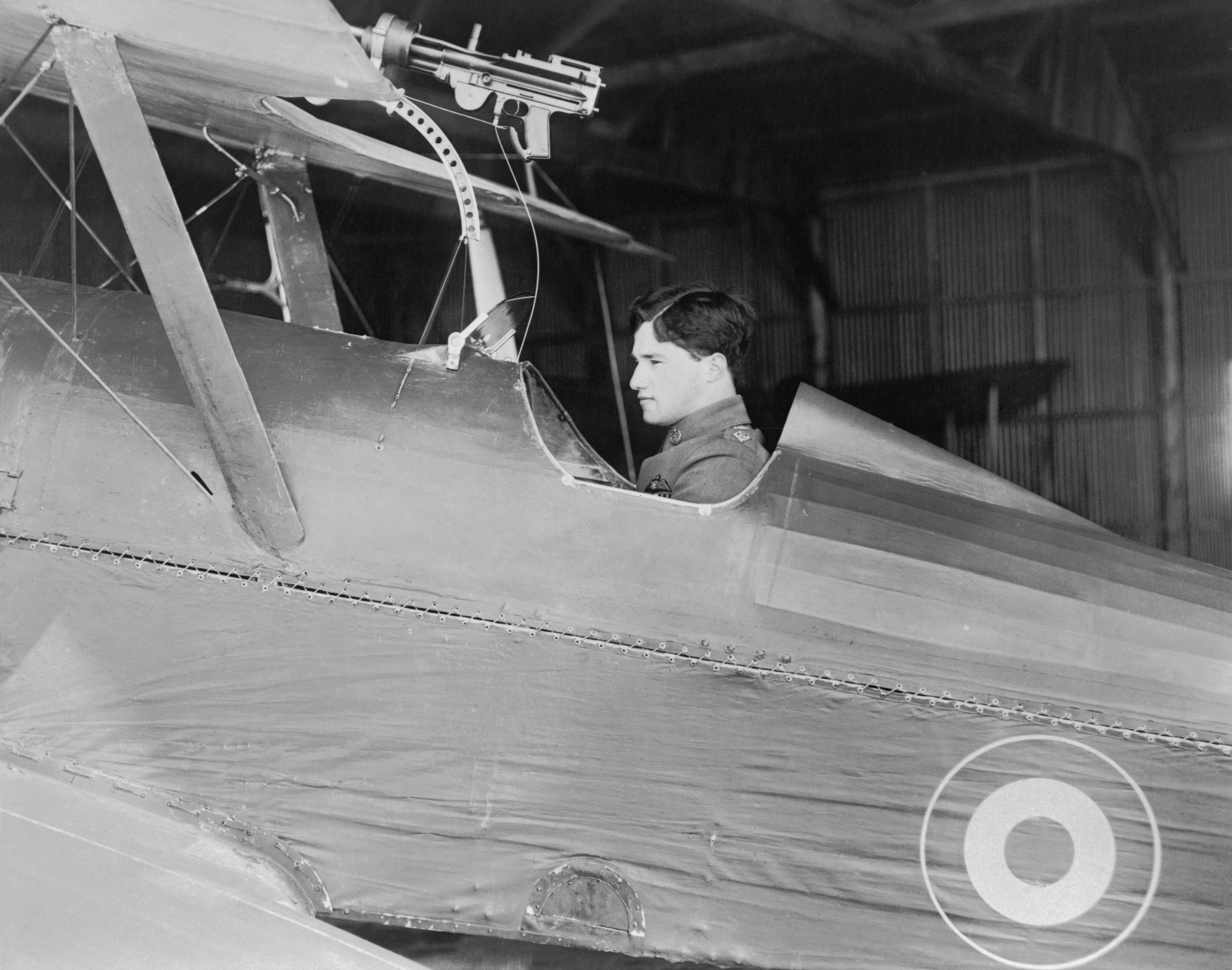
Albert Ball dans le cockpit de son S.E.5a.

À terre, Ball était aussi un solitaire. Il faisait généralement bande à part, préférant vivre loin des autres membres de son escadrille dans sa propre baraque située derrière le hangar le plus écarté du terrain où il passait ses heures de détente à cultiver son potager et en pratiquant le violon.
Le 1er septembre 1916, Ball retourna en permission en Angleterre pour une période de deux semaines où il fut promu Flight Commander et décoré du Distinguished Service Order (DSO) et de l'ordre russe de Saint-Georges. Dès son retour de permission, Ball retourna immédiatement au combat et entre le 15 et le 30 septembre, il obtint pas moins de quatorze victoires.
À la mi-octobre, Ball fut renvoyé en permission en Angleterre pour récupérer après un « passage à vide » et là, il fut fêté en tant que héros national. Le 18 novembre 1916, il fut reçu au Palais de Buckingham où il fut décoré du DSO avec une épingle (bar). Une semaine plus tard, il reçut, en tant que première personne de l'armée britannique, la deuxième épingle pour sa DSO, ce qui équivaut à avoir à une triple obtention de la décoration.

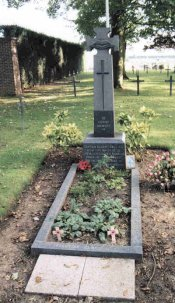
Tombe d'Albert Ball au cimetière militaire allemand d'Annœullin.

L'as britannique est de retour sur le front le 7 avril 1917 pour prendre le commandement du Squadron No 56. Il proteste quand on lui attribue un nouveau biplan S.E.5, bien que son moteur et ses deux mitrailleuses en font un appareil plus apte à affronter les Albatros que son Nieuport. Il persiste à voler seul et à ne rentrer qu'à court de carburant ou de munitions — habitudes héroïques de la belle époque de 1916, mais suicidaires devant les Jastas allemandes attaquant en formations disciplinées.
Entre le 26 avril et le 6 mai 1917, le capitaine Ball participe à 26 combats aériens durant lesquels il détruit 11 appareils ennemis, en endommage deux et en force de nombreux autres à l'atterrissage. Le 6 mai, il abat au-dessus de Sancourt son dernier avion, un Albatros D.III, aux commandes d'un Nieuport. C'est sa 44e victoire.
Le lendemain, le 7 mai 1917, il tombe, avec la patrouille qu'il conduit à bord d'un S.E.5, sur une formation de la Jasta 11 alors commandée par Lothar von Richthofen, le frère du « Baron Rouge ». Dans la mêlée qui s'ensuit, chacun des deux as se trouve aux prises avec un adversaire différent. Celui de Lothar pilote un Sopwith Triplan, un des appareils les plus performants livrés aux Britanniques en ce printemps. Mais l'Anglais et l'Allemand doivent se séparer sans être arrivés à des résultats concluants. Au même moment, Ball attaque un Albatros D.III qui rompt le combat et, finalement, l'avion de Ball s'écrase à Annœullin, près de Lille. Quand on le sort des débris de son appareil, il expire dans les bras d'une jeune fermière, Mlle Cécile Deloffre, à l'âge de 20 ans. Ball est enterré par les Allemands au cimetière militaire allemand d'Annœullin avec les honneurs militaires.
Les circonstances exactes qui ont provoqué le crash de son appareil ne sont toujours pas établies. Certaines théories évoquent que son avion fut touché par la DCA allemande, d'autres que son avion se serait brisé à la suite de manœuvres brutales ou même à cause de la météo exécrable. Une collision entre son avion et celui de von Richthofen a aussi été mentionnée… L'avion de ce dernier a effectivement aussi dû atterrir d'urgence et les Allemands clamèrent que Lothar von Richthofen avait abattu Ball.
Le 8 juin 1917, l'Angleterre lui décerne, à titre posthume, la Victoria Cross. À Annœullin, on se souvient encore aujourd'hui du glorieux pilote de Nottingham et le collège de la localité porte son nom.